# Castello Ursino

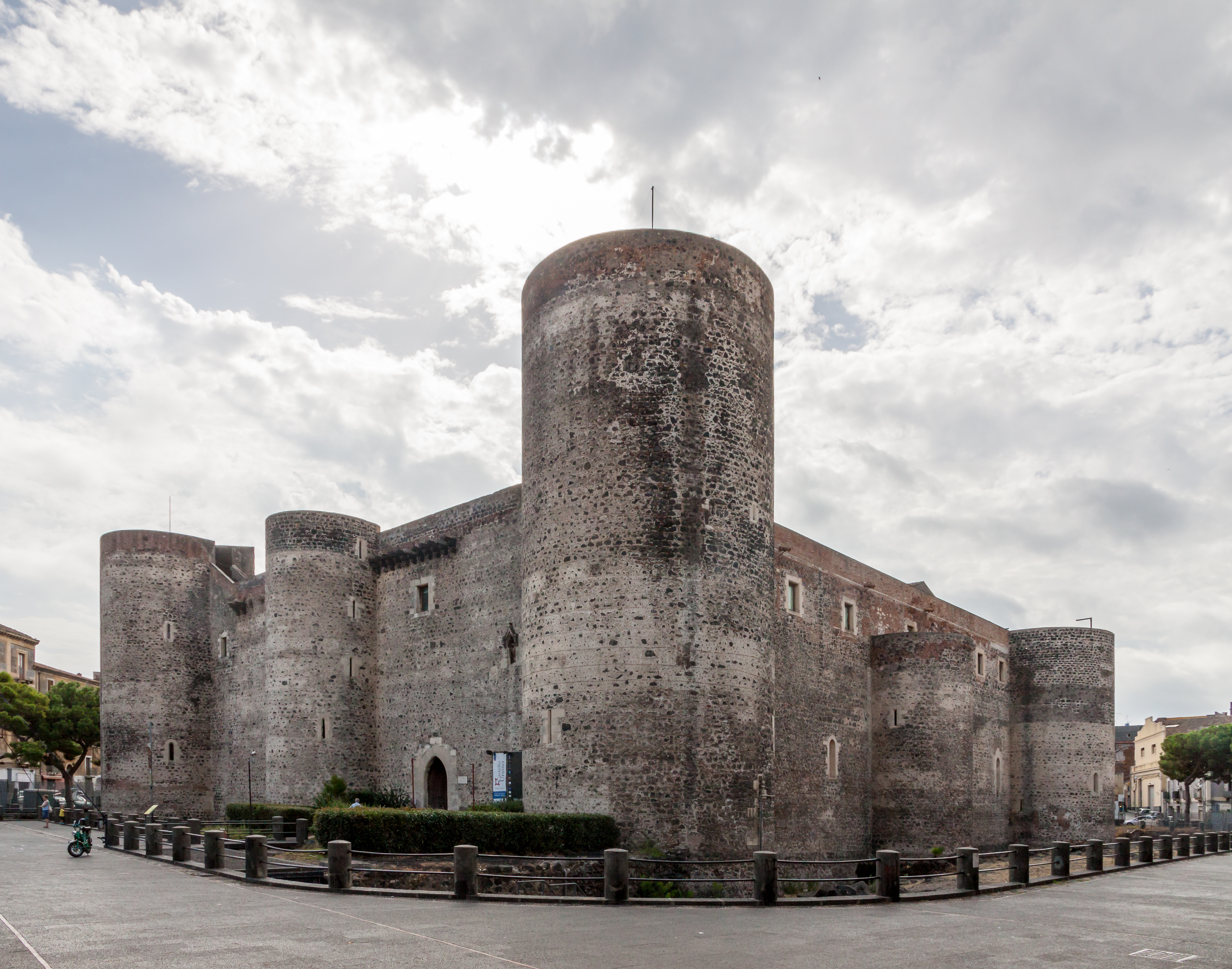
Castello Ursino

Das Castello Ursino ist ein Kastell in Catania, gegründet von Kaiser Friedrich II. im 13. Jahrhundert. Seit 1255 ist quellenkundlich der Name castrum ursinum belegt („Bärenkastell“, ursus „Bär“).

## Geschichte

Grundriss des Castello Ursino

Das Kastell Ursino wurde im Auftrag Kaiser Friedrichs II. zwischen 1239 und 1250 von Riccardo da Lentini auf den Grundmauern einer normannischen Befestigungsanlage des Hafens von Catania errichtet. Die Ähnlichkeit im Grundriss des Kastells in Catania mit den übrigen friderizianischen Festungen Siziliens wie dem Kastell Maniace in Syrakus und dem Kastell in Augusta ist offensichtlich.

### Architektur
Das Castello Ursino weist einen quadratischen Grundriss auf, bei dem sich vier Flügel um einen Innenhof gruppieren. Die jeweils drei Säle pro Flügel sowie die vier Ecksäle wurden von großen Kreuzrippengewölben mit den auf zisterziensische Ursprünge (Kloster Clairvaux) zurückführbaren „Kastenrippen“ nach oben abgeschlossen (nur teilweise erhalten). Vier große runde Ecktürme und ursprünglich ebenso vier halbrunde Türme in der Mitte jeder seitlichen Außenmauer (nur zwei erhalten) tragen zum wuchtigen Außeneindruck bei. Zu den heute zwei Obergeschossen kam vermutlich ursprünglich noch ein drittes, das – wie die Befunde in anderen friderizianischen Kastellen nahelegen – zur Zeit der Spanierherrschaft abgetragen wurde, um Angriffen per Kanonen weniger Angriffsfläche zu bieten. Mit drei Obergeschossen wies das Kastell also ursprünglich eine wesentlich steilere Proportionierung auf, die den französischen Vorbildern nahekam (Donjons), wie sie unter dem Zeitgenossen Friedrichs II., des französischen Königs Philipps II. August errichtet wurden. Ähnliches gilt für das Castello Maniace in Syrakus und das Castello d’Augusta in Augusta, letztlich aber auch für Castel del Monte, das Hauptwerk friderizianischer Architektur.

### Die sizilianische Vesper
Das Kastell spielte eine wichtige Rolle in der Sizilianischen Vesper, als das Kastell Sitz des sizilianischen Parlaments war. 1295 versammelte sich dieses Parlament, um Jakob II. des Amtes zu entheben und dafür Friedrich II. zum König zu ernennen.

### Der Niedergang
Nach dem 16. Jahrhundert mit der Einführung des Zündpulvers wurde das Kastell der militärischen Rolle entledigt und als Gefängnis benutzt. Die Eruption des Ätna von 1669 zerstörte die Stadt, aber nicht das Kastell. Die Lava umfloss das Kastell und dieses liegt seitdem mehrere hundert Meter landeinwärts.

### Gegenwart
1932 von der Stadt Catania erworben, wurde das Kastell restauriert und 1934 als Museum dem Publikumsverkehr übergeben.

### Das Museo Civico (Städtisches Museum)
Das Museum verfügt über eine reichhaltige Sammlung von Kunstwerken von der Antike bis zur Gegenwart. In den großen Erdgeschoss-Sälen wird die herausragende Sammlung antiker Skulpturen und Bronzen gezeigt.